# Gręboszów (Domaszowice)

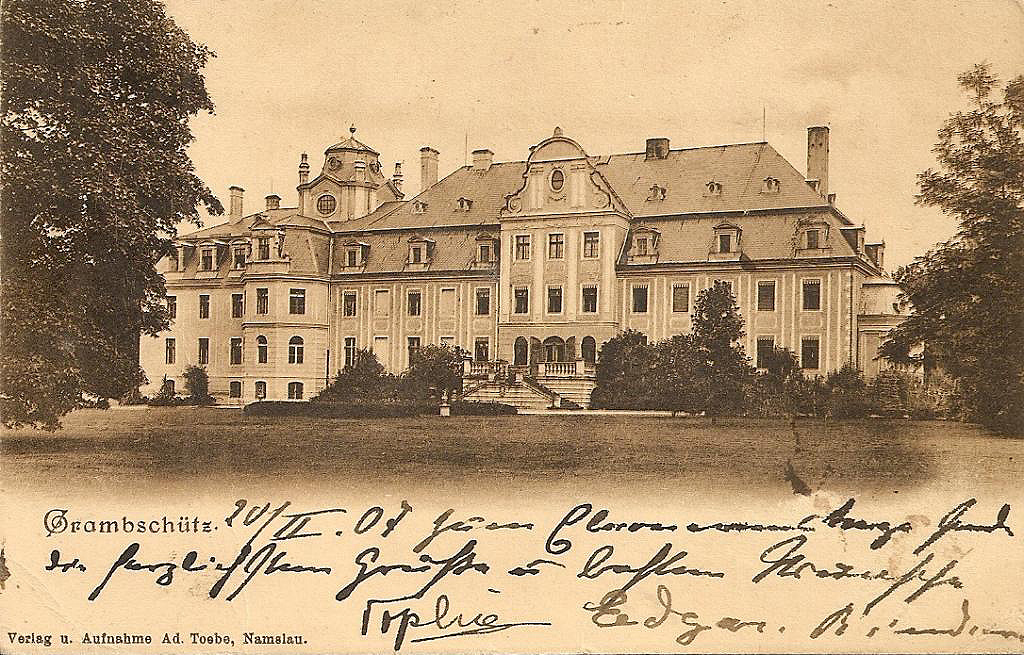
Schloss Grambschütz 1905

Gręboszów (deutsch Grambschütz, auch Gramschütz) ist ein Ort in der Landgemeinde Domaszowice im Powiat Namysłowski der Woiwodschaft Opole in Polen. Ortsteile von Gręboszów sind die Weiler Stary Gręboszów (Alt Grambschütz) und Sułoszów (Vorwerk Eleonerhof). Durch den Ort verläuft die Landesstraße 42.

## Geographie
Das Straßendorf liegt in Nizina Śląska (Schlesische Tiefebene), sieben Kilometer nordwestlich von Domaszowice (Noldau), sieben Kilometer südöstlich von Namysłów (Namslau) und 60 Kilometer nördlich von Opole (Oppeln).
Nachbarorte von Gręboszów sind im Nordwesten Rychnów (Reichen) und im Nordosten Strzelce (Strehlitz).

## Geschichte
„Grambossow“ wurde erstmals 1305 urkundlich mit einem gleichnamigen Rittergut erwähnt. Bei der Teilung des Herzogtums Glogau gelangte es 1312 an das Herzogtum Namslau, mit dem es als ein Lehen an die Krone Böhmen fiel. Für das Jahr 1376 ist der Ortsname Gramschow belegt. Mitte des 16. Jahrhunderts gehörte das Rittergut den Herren von Kottulinsky, von denen es Ende des Jahrhunderts durch Heirat an die Prittwitz und Gaffron gelangte.
Nach dem Ersten Schlesischen Krieg 1742 fiel Grambschütz mit dem größten Teil Schlesiens an Preußen. 1795 befanden sich im Ort ein Schloss, ein Krankenhaus, sechs Dienst-Bauern, fünf Gärtner und 18 Kleinbauern. Nach dem Tode des Hans Moritz von Prittwitz fiel das Gut 1789 an den Grafen Gustav Adolf Henckel von Donnersmarck, bei dessen Nachkommen es bis 1945 blieb. Das Rittergut Grambschütz war ein Majorat.
Nach der Neuorganisation der Provinz Schlesien gehörte die Landgemeinde Grambschütz ab 1816 zum Landkreis Namslau, mit dem es bis 1945 verbunden blieb. 1845 sind eine katholische Kirche, eine evangelische Schule, eine Windmühle, eine Ziegelei, ein Pechofen, eine Bleiche, ein Vorwerk und 50 Häuser belegt. Im gleichen Jahr lebten in Grambschütz 513 Einwohner, davon 121 katholisch und sieben jüdisch.
Grambschütz hatte 1851 eine Haltestelle für den Personenverkehr an der Eisenbahnstrecke Kreuzburg – Oels. Die später zu einem Bahnhof ausgebaute Station ermöglichte ab Januar 1911 auch Viehtransporte auf dem Schienenweg.
1874 wurde der Amtsbezirk Grambschütz gegründet, dem die Landgemeinden Grambschütz und Reichen sowie die gleichnamigen Gutsbezirke eingegliedert wurden.
Anfang des 20. Jahrhunderts gehörte das Majorat Grambschütz mit Spiritusbrennerei und Dampfmühle dem königliche Kammerherrn Johannes Edgar Graf Henckel von Donnersmarck. Der Großgrundbesitzer-Familie Henckel von Donnersmarck gehörte außer dem Majorat Grambschütz auch das etwa zehn Kilometer nordnordwestlich entfernte Rittergut Kaulwitz, die zusammen um 1910 eine Flächengröße von 2638 Hektar hatten. Am 1. April 1927 betrug die Flächengröße des Landguts Grambschütz 1702 Hektar, und am 16. Juni 1925 hatte der Gutsbezirk 341 Einwohner.
Im Zweiten Weltkrieg wurde Grambschütz am 20. Januar 1945 durch die Rote Armee eingenommen. Kurz darauf brannte das Schloss Grambschütz nieder. Nach Beendigung der Kampfhandlungen wurde Grambschütz 1945 mit dem größten Teil Schlesiens seitens der sowjetischen Besatzungsmacht der Volksrepublik Polen zur Verwaltung überlassen. Nachfolgend wurde es in Gręboszów umbenannt. 1946 wurde die deutsche Bevölkerung – soweit sie nicht vorher geflohen war – vertrieben. Die neu angesiedelten Bewohner waren teilweise Vertriebene aus Ostpolen, das an die Sowjetunion gefallen war.
Von 1945 bis 1950 gehörte Gręboszów zur Woiwodschaft Schlesien. 1950 wurde es der Woiwodschaft Opole zugeteilt, wodurch es seit dieser Zeit zu Oberschlesien gehört. 1968 erhielt das Dorf eine elektrische Straßenbeleuchtung. 1981 zählte der Ort 352 Einwohner sowie 57 Wohnhäuser und 44 Bauernhöfe. 1999 wurde es Teil des wiedergegründeten Powiat Namysłowski.

## Sehenswürdigkeiten

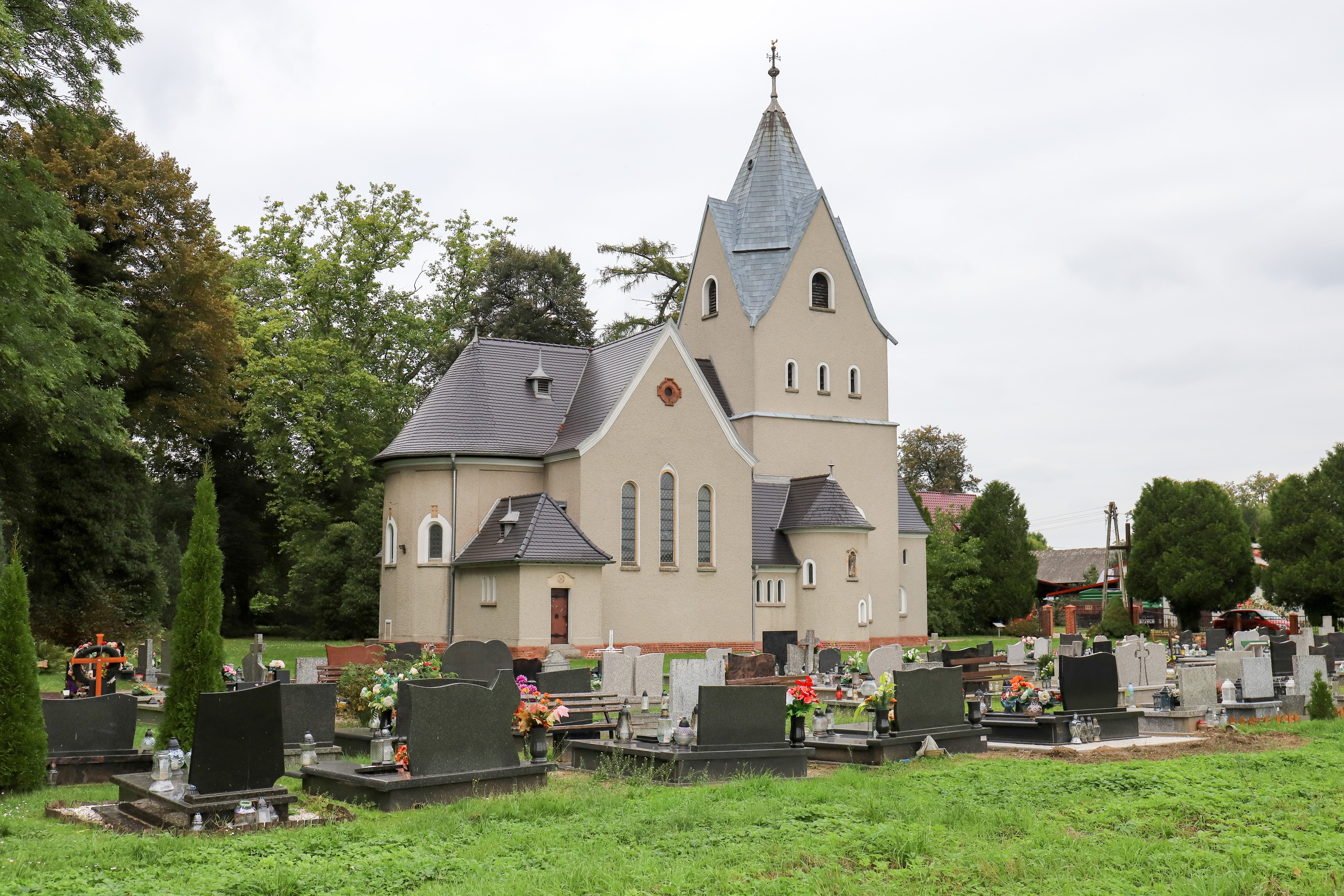
Kirche St. Katharina

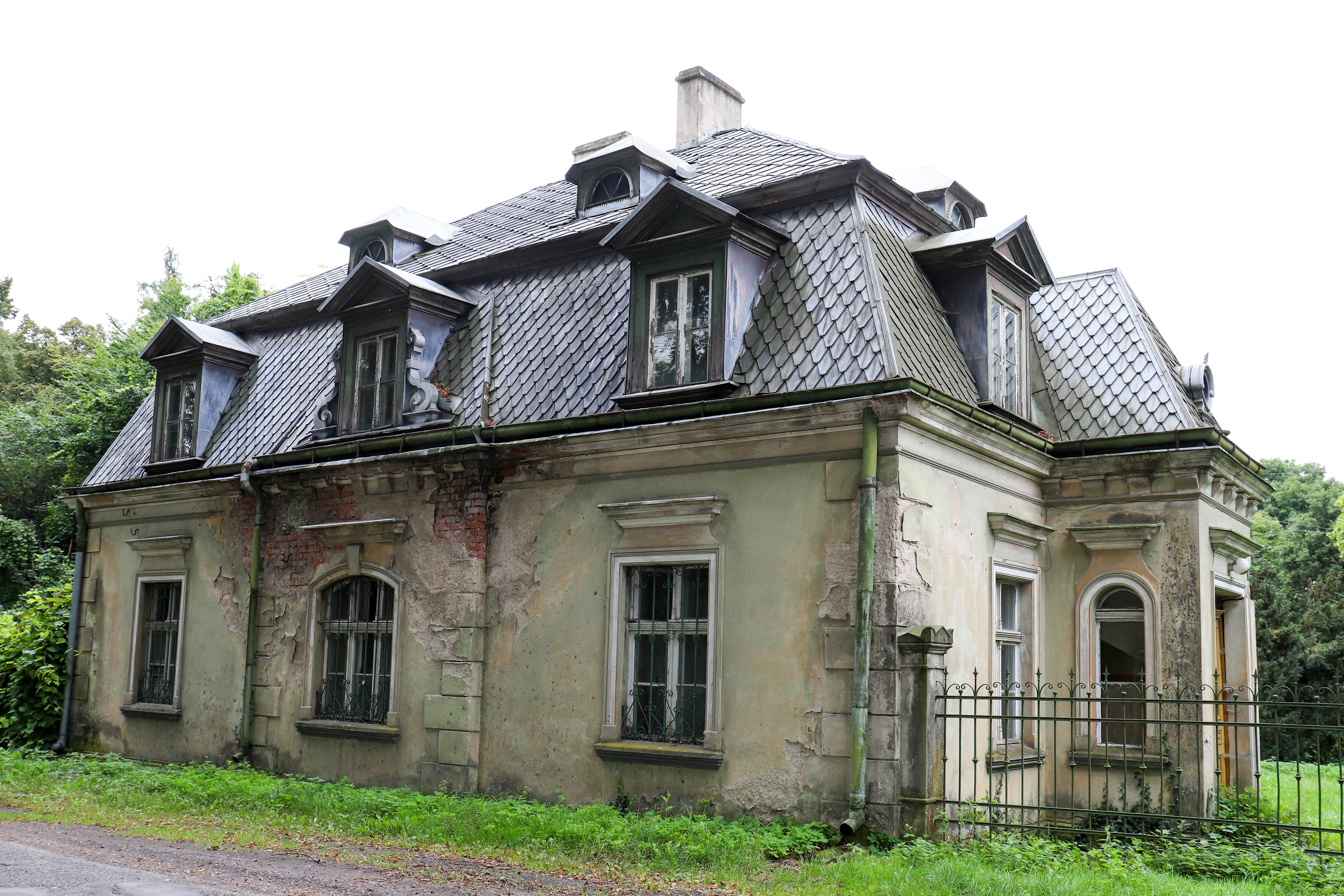
Gutsgebäude im ehemaligen Schlossbezirk (Aufnahme 2021)

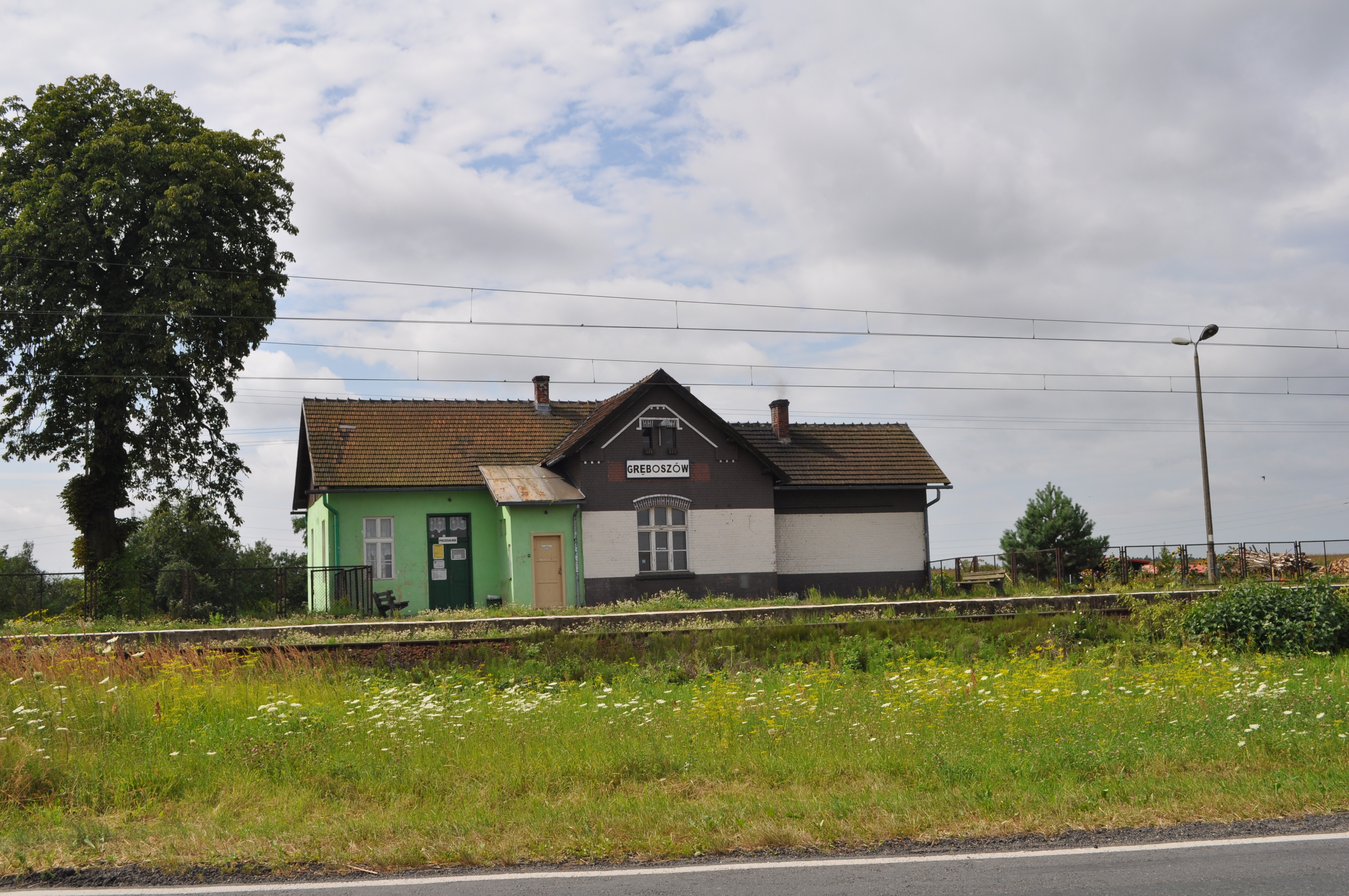
Bahnhof

- Die ehemalige römisch-katholische Schrotholzkirche St. Katharina (polnisch Kościół św. Katarzyny) wurde 1613 als protestantisches Gotteshaus errichtet. 1653 wurden Einwohner und Kirche wieder katholisch. Ab 1899 diente die Kirche als Begräbniskapelle, die nach 1945 dem Verfall überlassen wurde. 1973 wurde der hölzerne Kirchenbau an das Museum des Oppelner Dorfes in Opole übergeben und saniert.[10]
- Die neue römisch-katholische Katharinakirche (Kościół św. Katarzyny) wurde 1897–1899 im Stil der Neoromanik errichtet. Der Entwurf stammt von Londoner Architekten F. T. Baggallay und W. J. N. Millard. Gestiftet wurde der Kirchenbau von Graf Henckel von Donnersmarck.
- Das ehemalige Schloss Grambschütz (Pałac Gręboszów) wurde laut Wappentafel im Jahre 1782 von Hans Moritz von Prittwitz und Gaffron im Stil des Barock errichtet. Letzter Besitzer war Georg Henckel von Donnersmarck. Bei Kriegsende 1945 wurde das Schloss durch die Sowjetische Armee niedergebrannt. Die Schlossruine wurde bis 1949 abgetragen. Erhalten haben sich die barocken Gutsgebäude mit einem klassizistischen Tor und einem klassizistischen Speicher.
- Teilweise erhaltener Schlosspark mit Griechischem Tempel und Teepavillon mit gemalten Chinoiserien aus der Mitte des 19. Jahrhunderts.
- Auf dem Rundfriedhof um die ehemalige Begräbniskapelle befinden sich u. a. die Grabdenkmäler von Hans Moritz von Prittwitz und Gaffron und seiner Gattin sowie von Gustav Adolf Henckel-Gaffron.
- Empfangsgebäude des Bahnhofs
- Hölzernes Wegekreuz

## Persönlichkeiten
- Carl Wenzel von Tschepe und Weidenbach (1708–1785), preußischer Landrat
- Carl Wenzel von Prittwitz und Gaffron (1734–1806), preußischer Kammerdirektor, Geheim-, Justiz- und Landrat
- Lazarus Henckel von Donnersmarck (1817–1887), preußischer Diplomat, Rittergutsbesitzer und Hofbeamter, verstarb in Grambschütz
- Georg Graf Henckel von Donnersmarck (1902–1973), deutscher Politiker

| Jahr | Einwohner | Anmerkungen |
| ---- | --------- | --- |
| 1818 | 374       | mit Alt Grambschütz und Hübschenei; Dorf, Vorwerk und Bleiche, adlige Besitzung                                       |
| 1825 | 460       | darunter 100 Katholiken und fünf Juden                                                                                |
| 1840 | 513       | Dorf mit vier Vorwerken, einem Teerofen, einer Windmühle und einer Ziegelei; darunter 121 Katholiken und sieben Juden |
| 1864 | 572       | am 3. Dezember, davon 388 im Gemeindebezirk und 184 im Gutsbezirk                                                     |
| 1867 | 783       | am 3. Dezember, davon 580 in der Landgemeinde und 203 im Gutsbezirk                                                   |
| 1871 | 842       | am 1. Dezember, davon 625 in der Landgemeinde (440 Evangelische, 185 Katholiken) und 217 im Gutsbezirk                |
| 1875 | 501       | davon 303 in der Landgemeinde, 174 im Rittergut Grambschütz und 24 im Vorwerk Alt Grambschütz.                        |
| 1910 | 700       | am 1. Dezember, davon 290 im Gemeindebezirk und 410 im Gutsbezirk                                                     |
| 1933 | 664       | [ 19 ] |
| 1939 | 639       | [ 19 ] |

## Vereine
- Fußballverein LZS Burza Gręboszów